# Carpornis melanocephala
A Carpornis melanocephala a madarak osztályának verébalakúak (Passeriformes) rendjébe és a kotingafélék (Cotingidae) családjába tartozó faj.

## Rendszerezése
A fajt Wied-Neuwied írta le 1820-ban, a Procnias nembe Procnias melanocephalus néven. Használták a Carpornis melanocephalus nevet is.

## Előfordulása
Brazília keleti részén honos. A természetes élőhelye a szubtrópusi vagy trópusi síkvidéki esőerdők  és száraz erdők, valamint cserjések. Állandó, nem vonuló faj.

## Megjelenése
Testhossza 20,5–21 centiméter, a testtömege 62,7-66 gramm.

## Életmódja
Gyümölcsökkel és nagyobb rovarokkal táplálkozik.

## Külső hivatkozások
- Képek az interneten a fajról
- Xeno-canto.org - a faj hangja és elterjedési területe